# 진무 천황
진무 천황(일본어: 神武 天皇 진무텐노[*], 기원전 711년 2월 13일 (음력 1월 1일) ~ 기원전 585년 4월 9일 (음력 3월 11일))은 일본의 초대 천황이다. 화풍시호는 가무야마토 이와레히코노 미코토 (《고사기》: 일본어: 神倭伊波礼琵古命, 《일본서기》 : 일본어: 神日本磐余彦尊), 휘는 히코호호데미노 미코토(彦火火出見尊)다. 일본 신화에 등장하는 히코나기사타케 우가야후기아에즈노 미코토와 다마요리히메노 미코토의 사남으로 태어났다.

## 개요
일본서기와 고사기 등에 따르면 진무 천황은 기원전 711년? 아마쓰히코 히코나기사타케 우가야후키아에즈노 미코토(天津日高日子波限建鵜草葺不合命)의 4남으로 태어나 기원전 585년(진무 천황 76년)에 127세로 죽은 것으로 전한다. 일향국(日向國, 규슈)에서부터 같이 동진을 한 이쓰세노미코토, 이나히노미코토가 있으며 이나히노미코토는 신라왕의 조상이라고 쓰여있다.
지금의 진무 천황이라는 시호는 나라 시대의 762년경에 오우미노 미후네가 찬진한 시호이다. 그는 45세 때 규슈 휴가국(현 미야자키현)를 떠나 4년 후 가와치국(현 오사카부)에 입성한 이후 야마토국을 거점으로 삼던 나가스네히코와 충돌했다. 잠시 퇴각해 쿠마노 등을 경유한 후 다시 야마토국에 들어가 나가스네히코를 권좌에서 끌어내리고 야마토국을 정복하였고 기원전 660년 가시하라노미야(橿原宮)에서 천황으로 즉위한 것으로 여겨지고 있다.
메이지 유신 이후에는 진무 천황이 즉위했다고 전해지는 2월 11일이 일본의 건국일로 간주되었으며, 제2차 세계 대전이 끝난 이후에도 일본의 건국 기념일로 정해졌다. 1889년에는 우네비 가시하라궁이 있었던 것으로 추정되는 나라현 가시하라시 우네비야마 근교에 진무 천황을 제신으로 섬기는 가시하라 신궁이 건립되었다.

## 가계

### 선조
- 증조부 : 아메니기시 쿠니니기시 아마츠히코 히코호노 니니기노 미코토(天邇岐志国邇岐志天津日高日子番能邇邇芸命)
- 증조모 : 고노하나사쿠야히메(木花之開耶)
  - 조부 : 호오리노 미코토(火遠理命)
  - 조모 : 도요타마히메(豊玉姫神)
    - 아버지 : 히코나기사타케 우가야후키아에즈노 미코토(彦波瀲武鸕鶿草葺不合尊)
    - 어머니 : 다마요리히메노 미코토(玉依姫命)
      - 형 : 이쓰세노미코토(五瀬命)
      - 형 : 이나히노미코토(稲飯命)
      - 형 : 미케누노미코토(御毛沼命)

### 부인과 후손
- 비 : 아히라쓰히메(吾平津姬)
  - 장남 : 다기시미미노 미코토(手研耳命, ? ~ 기원전 582년 11월) - 아버지 진무천황이 죽은 뒤, 황후인 히메타타라이스즈히메노미코토를 아내로 삼고, 세명의 이복 동생을 죽이려는 계획을 세웠으나, 그 전에 가무야이미미노미코토와 스이제이 천황에게 살해됨. 
  - 차남 : 기스미미노 미코토(岐須美美命) - 《고사기》에서만 등장.
- 황후 : 히메타타라이스즈히메(媛蹈鞴五十鈴媛命)
  - 삼남 : 히코야이노미코토(日子八井命)
  - 사남 : 가무야이미미노 미코토(神八井耳命, ? ~ 기원전 578년 4월) - 다기시미미의 반역 사건 때 동생 스이제이 천황과 함께 타기시미미노미코토를 죽임.
  - 오남 : 가무누나가와미미 미코토(神渟名川耳尊, 기원전 632년 ~ 기원전 549년 6월 28일(음력 5월 10일), 일본 제2대 천황 스이제이 천황(綏靖天皇)

## 같이 보기
- 야요이 시대
- 조몬 시대
- 진무 동정
- 진무 경기(神武景気) - 일본에서 1955년경의 호경기를 일컫는 말
- 진무 천황 즉위기원
- 진무천황제(神武天皇祭) - 진무 천황에게 제사를 하는 행사
- 가시하라 신궁(橿原神宮)
- 미야자키 신궁(宮崎神宮)